# Олимпийский комитет Шри-Ланки
Национальный олимпийский комитет Шри-Ланки — организация, представляющая Шри-Ланку в международном олимпийском движении. Основан и зарегистрирован в МОК в 1937 году.
Штаб-квартира расположена в Коломбо. Является членом Международного олимпийского комитета, Олимпийского совета Азии и других международных спортивных организаций. Осуществляет деятельность по развитию спорта в Шри-Ланке.